# Otterloh
Otterloh ist ein Gemeindeteil der Gemeinde Brunnthal im oberbayerischen Landkreis München. 

## Geographie
Das Dorf liegt circa eineinhalb Kilometer südwestlich von Brunnthal. 

## Geschichte
Otterloh wird als „Ottarlah“ (lichter Wald, in dem es Ottern gab) um 1020/35 als Besitz des Klosters Tegernsee genannt.

## Baudenkmäler
- Katholische Kapelle Heilig Kreuz